# NGC 2128
NGC 2128 est une galaxie lenticulaire située dans la constellation de la Girafe. NGC 2128 a été découverte par l'astronome américain Edward Swift en 1886.

## Caractéristiques
Sa vitesse par rapport au fond diffus cosmologique est de 2 923 ± 13 km/s, ce qui correspond à une distance de Hubble de 43,1 ± 3,0 Mpc (∼141 millions d'al).